# Louisine Havemeyer
Louisine Waldron Elder Havemeyer (New York, 28 luglio 1855 – New York, 6 gennaio 1929) è stata una filantropa statunitense.
Fu inoltre attivista del movimento statunitense per il diritto al voto femminile. 
Moglie dell'industriale Henry Osborne Havemeyer, raccolse una sconfinata collezione d'arte. Dal 1896 donò le sue opere al Metropolitan Museum.